# Marian Potocki
Marian z Podhajec Potocki herbu Pilawa (zm. po 1777) – kasztelan lubaczowski w latach (1758–1761), marszałek halicki konfederacji radomskiej i barskiej, starosta grabowiecki i czerkaski. 

## Życiorys
Najmłodszy syn Jerzego Potockiego, brat Eustachego cześnika koronnego oraz Katarzyny Kossakowskiej, wnuk Feliksa Kazimierza. 
Poseł województwa bełskiego na sejm 1748 roku. Ożenił się w 1749 z Anną Mariulak, córką Jana Małachowskiego, kanclerza wielkiego koronnego, z którą miał córkę Józefę. 
W załączniku do depeszy z 2 października 1767 roku do prezydenta Kolegium Spraw Zagranicznych Imperium Rosyjskiego Nikity Panina, poseł rosyjski Nikołaj Repnin określił go jako posła wątpliwego dla realizacji rosyjskich planów na Sejmie 1767 roku (Marian Potocki został posłem tego Sejmu od ziemi halickiej). 23 października 1767 wszedł w skład delegacji Sejmu, wyłonionej pod naciskiem posła rosyjskiego Nikołaja Repnina, powołanej w celu określenia ustroju Rzeczypospolitej.